# Stade Ali-Sami-Yen
 (mars 2025).
Le stade Ali-Sami Yen était un stade de football turc situé dans le quartier de Mecidiyeköy à Istanbul. C'était le stade du club de Galatasaray. Il porte le nom du fondateur du club de Galatasaray, Ali Sami Yen.

## Histoire
Le stade fut construit à la suite de la démolition de l'ancien stade de Taksim. Le projet fut élaboré en 1940, mais les constructions ne commencèrent qu'en 1943. Le stade fut inauguré le 14 décembre 1964, lors du match amical opposant la Turquie à la Bulgarie. Le terrain du stade a été loué au club pour une durée de 49 ans. La taille du terrain est de 105 m × 65 m.
Galatasaray a accueilli de nombreux clubs européens tels que le Real Madrid, le PSV Eindhoven, la Juventus, le FC Barcelone, l'AC Milan, la Lazio, etc.
Malgré sa faible capacité par rapport aux autres stades de grands clubs, une ambiance énorme règne dans ce stade.
En septembre 1998, le stade accueillit le premier concert turc de la carrière des Rolling Stones, dans le cadre de la tournée Bridges to Babylon.
En 2005, le club a rénové la partie sud du stade (Yeni Açik). Depuis janvier 2011, le club évolue dans un nouveau stade, la Türk Telekom Arena. Le stade est démoli en avril 2011.

## Infrastructure
Media
- Possibilité d'avoir 20 médias dans le stade: 15 TV et 5 radios.
- 90 places attribuées aux journalistes.